# Sherman (Illinois)
Sherman és una població dels Estats Units a l'estat d'Illinois. Segons el cens del 2000 tenia 2.871 habitants.

## Demografia
Segons el cens del 2000, Sherman tenia 2.871 habitants, 962 habitatges, i 771 famílies. La densitat de població era de 359,9 habitants/km².
Dels 962 habitatges en un 41,8% hi vivien nens de menys de 18 anys, en un 70,6% hi vivien parelles casades, en un 7% dones solteres, i en un 19,8% no eren unitats familiars. En el 16,2% dels habitatges hi vivien persones soles el 7,1% de les quals corresponia a persones de 65 anys o més que vivien soles. El nombre mitjà de persones vivint en cada habitatge era de 2,78 i el nombre mitjà de persones que vivien en cada família era de 3,13.
Per edats la població es repartia de la següent manera: un 26,6% tenia menys de 18 anys, un 5,6% entre 18 i 24, un 27,5% entre 25 i 44, un 25,2% de 45 a 60 i un 15,1% 65 anys o més.
L'edat mediana era de 39 anys. Per cada 100 dones de 18 o més anys hi havia 86,3 homes.
La renda mediana per habitatge era de 71.393 $ i la renda mediana per família de 75.164 $. Els homes tenien una renda mediana de 48.207 $ mentre que les dones 32.734 $. La renda per capita de la població era de 27.491 $. Cap de les famílies i el 3% de la població estaven per davall del llindar de pobresa.

## Poblacions més properes
El següent diagrama mostra les poblacions més properes.